# L'uomo per bene - Le lettere segrete di Heinrich Himmler
L'uomo per bene - Le lettere segrete di Heinrich Himmler è un documentario biografico del 2014, diretto da Vanessa Lapa, basato sulla vita di Heinrich Himmler, dalla sua gioventù, fino alla stretta alleanza come capo delle SS con Adolf Hitler. 